# 舒茨巴赫
舒茨巴赫是德国莱茵兰-普法尔茨州的一个市镇。总面积1.26平方公里，总人口399人，其中男性217人，女性182人（2011年12月31日），人口密度317人/平方公里。